# Estatua de cobre del Faraón Pepy I

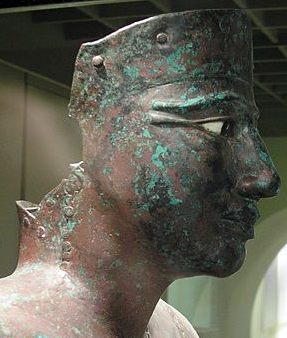
Imagen de la estatua de cobre del Faraón Pepi I en el Museo Egipcio de El Cairo.

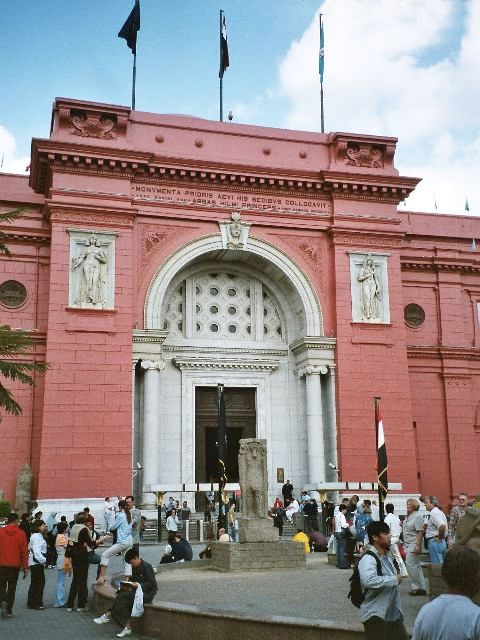
Entrada principal al Museo Egipcio de El Cairo.

La estatua de cobre del Faraón Pepy I es una escultura que fue elaborada en época del Imperio Antiguo de Egipto, durante la Dinastía VI de Egipto y está considerada la más antigua escultura realizada en metal conservada de la historia.

## Hallazgo e historia
La estatua fue hallada en un santuario de Hieracómpolis, desde el periodo Predinástico capital del Alto Egipto y de ella partió Narmer para lograr la unificación de las Dos Tierras (Egipto). Durante el Imperio Nuevo la capital del nomo pasó a Ilitiáspolis (El Kab).

## Simbología
La estatua representa a Meryra Pepy, o Pepy I, el tercer faraón de la dinastía VI de Egipto, que reinó de ca. 2310 a 2260 a. C. (von Beckerath).
Denominado Meryra en la Lista Real de Abidos y Pepy en la Lista Real de Saqqara. El Canon Real de Turín le atribuye un reinado de veinte años. Manetón lo llama Fiós, y le asigna 53 años de reinado, según Julio Africano.

## Conservación
- La figura se exhibe de forma permanente en el Museo Egipcio de El Cairo.

## Características
- Estilo: Arte del Antiguo Egipto.
- Material: cobre y madera.
- Técnica: Martilleado